# Città d'Argento (fumetto)
La Città d'Argento è una località fittizia nelle storie a fumetti pubblicate dalla DC Comics. È la casa di esseri conosciuti come Angeli e della Presenza, divinità principale della teologia giudeo-cristiana nell'Universo DC. La Città d'Argento comparve per la prima volta in More Fun Comics n. 52, e fu creata da Jerry Siegel e Bernard Bailey.

## Storia editoriale
Ci si riferisce alla forma originale della Città d'Argento in More Fun Comics n. 52 (febbraio 1940), e fu creata da Jerry Siegel (uno dei due ideatori di Superman) e Bernard Bailey.

## Storia
La Città d'Argento odierna fu re-immaginata per la storia Season of Mists di Neil Gaiman in The Sandman, quando gli Angeli Duma e Remiele furono inviati nel Sogno per osservare gli eventi che andavano avanti dopo che Lucifero abbandonò il trono dell'Inferno. La Città d'Argento non è enfaticamente il Paradiso - esiste "al di fuori dell'ordine creato delle cose" e si pensa che sia precedente al resto della Creazione.
Neil Gaiman utilizzò ancora la località nella sua storia "Murder Mysteries", che è ambientata nella Città d'Argento, e vedeva l'angelo Raguele investigare sul primo assassinio mai avvenuto. Nel 1999, l'autore di fumetti Mike Carey cominciò la sua serie Lucifer, parte di The Sandman, in cui la Città d'Argento è una località importante e mostrata frequentemente.